# SNA-Radio
SNA-Radio ist der Auslandssender der Russischen Föderation. Der Hörfunksender gehört zur Sputnik News Agency und entstand während der völkerrechtswidrigen Annexion der Krim 2014 als Nachfolger von Radio Moskau. Nach dem russischen Überfall auf die Ukraine wurde die Verbreitung des Senders ab 1. März 2022 in der EU verboten.

## Programm
SNA-Radio produziert Programme in mehreren Sprachen. Für die USA, Indien und Großbritannien gibt es gesonderte Sprachdienste. Das deutschsprachige Programm wird mit Wiederholungen als 24-Stunden-Dienst produziert.

## Verbreitung
SNA wird als Live-Stream über das Internet, über den Satelliten Express AM6 auf der Position 53° Ost und über UKW-Frequenzen ausgestrahlt. Das Satellitensignal kann aufgrund einer eher ungewöhnlichen Parameterwahl (10.961 MHz vertikal, 1229 Kilosymbole pro Sekunde, FEC 3/4) jedoch nicht von allen gängigen Satellitenempfängern korrekt empfangen werden.
Die bedeutsameren Sprachdienste, darunter auch der deutsche, können rund um die Uhr als Internetradio gehört werden.

## Mega Radio SNA (eingestellt)
In Deutschland erfolgte die Ausstrahlung auf Basis einer Kooperation mit dem deutschen Privatsender Megaradio Bayern. In Berlin-Brandenburg und im Großraum Frankfurt am Main wurde ein Programm-Mix mit einem SNA-Anteil von 18 Stunden täglich ausgestrahlt. Die Hessische Landesanstalt für privaten Rundfunk und neue Medien erteilte hierfür die Lizenz, diese Entscheidung war politisch umstritten. In Bayern erteilte die dortige Medienaufsicht nur eine Lizenz für ein Musikprogramm für Mega Radio, nicht ohne Beteiligung von SNA. Die Medienanstalt Berlin-Brandenburg (MABB) entschied nach diversen gerichtlichen Verfahren am 25. Februar 2019, die DAB-Verbreitung von Mega Radio SNA in Berlin ab 1. März 2019 abzuschalten.
Auch in Österreich und der Schweiz erfolgte die Übertragung in Kooperation mit Mega Radio, in Wien im DAB-Ensemble 11C und in Bern bzw. Fribourg im DAB-Netz D04-BE der Digris auf Kanal 10A. Das Sendeverbot ab 1. März 2022 in der EU nach dem russischen Überfall auf die Ukraine geschah im Rahmen von Maßnahmen gegen Verbreitungskanäle von Desinformationskampagnen und manipulierten Informationen des Kremls.

## Kritik
Laut der Bundeszentrale für politische Bildung werden Beiträge von SNA und RT Deutsch im Netz häufig zitiert und auf Facebook geteilt. Die Sender erreichen dadurch größere Breitenwirkung und werden in der Russland- sowie Flüchtlingsdebatte nicht selten als ernsthafte Quelle zur Ergänzung der etablierten Medien wahrgenommen. Sie positionieren sich als „alternative“ Medien und senden laut eigener Aussage „das, was von den etablierten deutschen Medien bewusst vertuscht werde“. Im Gegensatz zu den russischen Inlandsmedien setzen SNA und RT jedoch nicht auf unverhohlene Desinformation, da sie durch eine derartige Bloßstellung einen Teil des Publikums verlieren würden.
Nachdem Megaradio SNA ab 2016 verstärkt positiv über Protagonisten der rechten Partei Alternative für Deutschland (AfD) berichtet hatte, thematisierte der langjährige Präsident der Berliner Akademie der Künste, Klaus Staeck diese Unterstützung rechter deutscher Parteien durch staatliche russische Stellen über ein in Deutschland lokal empfangbares Radioprogramm. Staeck zufolge sei hier „ein Propagandasender für die AfD im Entstehen“. Die Hessische Landesanstalt für Neue Medien räumte daraufhin im Deutschlandradio Kultur ein, der Sender habe beispielsweise sehr ausführlich über das Treffen der europäischen Rechtspopulisten Anfang 2017 in Koblenz berichtet, und man werde die weitere Entwicklung beobachten.